# 제리 트림블
제리 트림블(Jerry Trimble, 1961년 5월 12일 ~ )은 미국의 배우, 영화배우, 태권도 선수, 킥복싱 선수이다.

## 영화
- 쉬 메이드 뎀 두 잇 (2013년)
- 더 패키지: 일급비밀 (2012년) - 칼 역
- 도살자 (2009년) - 에디 헬스톰 역
- 라스트 센티널 (2007년)
- 투데이 유 다이 (2005년)
- Skeleton Man (2004)
- 정의의 이름으로 (2003년)
- 미녀 삼총사 (2000년)
- 쇼군 캅 (1999년)
- 스타퀘스트 2 (1996년)
- 히트 (1995년) - 슈와르츠 역
- 분노의 파이터 (1994년)
- 라이브 피스트 (1993년)
- 암흑가의 킥복서 (1993년)
- 터미네이터 우먼 (1993년)
- 분노의 불 (1991년)
- 특명 어벤저 4 - 왕중왕 (1991년)
- 용행천하 (1989년)